# Wólka (Bartoszyce)
Wólka (deutsch Klein Wolla, 1938 bis 1945 Kleinwallhof) ist ein Ort in der polnischen Woiwodschaft Ermland-Masuren. Er gehört zur Gmina Bartoszyce (Landgemeinde Bartenstein) im Powiat Bartoszycki (Kreis Bartenstein (Ostpr.)).

## Geographische Lage
Wólka liegt in der nördlichen Mitte der Woiwodschaft Ermland-Masuren, zehn Kilometer südöstlich der einstigen und heute auf russischem Territorium gelegenen Kreisstadt Preußisch Eylau (russisch Bagrationowsk) bzw. zehn Kilometer nordwestlich der heutigen Kreismetropole Bartoszyce (deutsch Bartenstein).

## Geschichte
Die Försterei Klein Wolla wurde um 1820 gegründet. 1874 kam der Gutsbezirk Klein Wolla zum neu errichteten Amtsbezirk Beisleiden (polnisch Bezledy) im ostpreußischen Kreis Preußisch Eylau. Im Jahre 1910 zählte Klein Wolla sieben Einwohner.
Am 30. September 1928 verlor das damalige Gutsbezirk-Forstetablissement Klein Wolla seine Eigenständigkeit, als es sich mit der Landgemeinde Legden (bei Preußisch Eylau) und dem Gutsbezirk Beisleiden (polnisch Bezledy) – ohne das Gut Mollwitten (polnisch Molwity) – zur neuen Landgemeinde Legden zusammenschloss.
Am 3. Juni – offiziell bestätigt am 16. Juli – 1938 wurde Klein Wolla aus politisch-ideologischen Gründen der Abwehr fremdländisch klingender Ortsnamen in „Kleinwallhof“ umbenannt.
Als 1945 in Kriegsfolge das gesamte südliche Ostpreußen an Polen fiel, erhielt Kleinwallhof die polnische Namensform „Wólka“. Gehörte der Ort zunächst zum Powiat Iławski (Kreis Landsberg), so wurde er nach dessen Auflösung 1960 in den Powiat Bartoszycki (Kreis Bartenstein (Ostpr.)) eingegliedert. Wólka ist heute ein Teil der Landgemeinde Bartoszyce (Bartenstein), von 1975 bis 1998 der Woiwodschaft Olsztyn, seither der Woiwodschaft Ermland-Masuren zugehörig.

## Kirche
Bis 1945 war Klein Wolla resp. Kleinwallhof in die evangelische Kirche Borken (Ostpreußen) (polnisch Borki) in der Kirchenprovinz Ostpreußen der Kirche der Altpreußischen Union, außerdem in die römisch-katholische Kirche Preußisch Eylau (russisch Bagrationowsk) im damaligen Bistum Ermland eingepfarrt.
Heute gehört Wólka katholischerseits zur Pfarrei in Bezledy (Beisleiden) im jetzigen Erzbistum Ermland, evangelischerseits zur Kirchengemeinde in Bartoszyce (Bartenstein), einer Filialgemeinde der St.-Johannes-Kirche Kętrzyn (Rastenburg) in der Diözese Masuren der Evangelisch-Augsburgischen Kirche in Polen.

## Verkehr
Wólka liegt an einer Nebenstraße, die bei Bezledy (Beisleiden) von der polnischen Landesstraße 51 (frühere deutsche Reichsstraße 128) abzweigt und über Merguny (Marguhnen) bis nach Piasek (Sand) führt. Außerdem endet in Wólka eine von Wojciechy (Albrechtsdorf) und Barciszewo (Bartelsdorf) kommende Straße in Wólka.
Eine Anbindung an den Bahnverkehr besteht nicht.